# Calpurnus verrucosus
Calpurnus verrucosus, tên tiếng Anh: common calpurnus, là một loài ốc biển, là động vật thân mềm chân bụng sống ở biển trong họ Ovulidae.

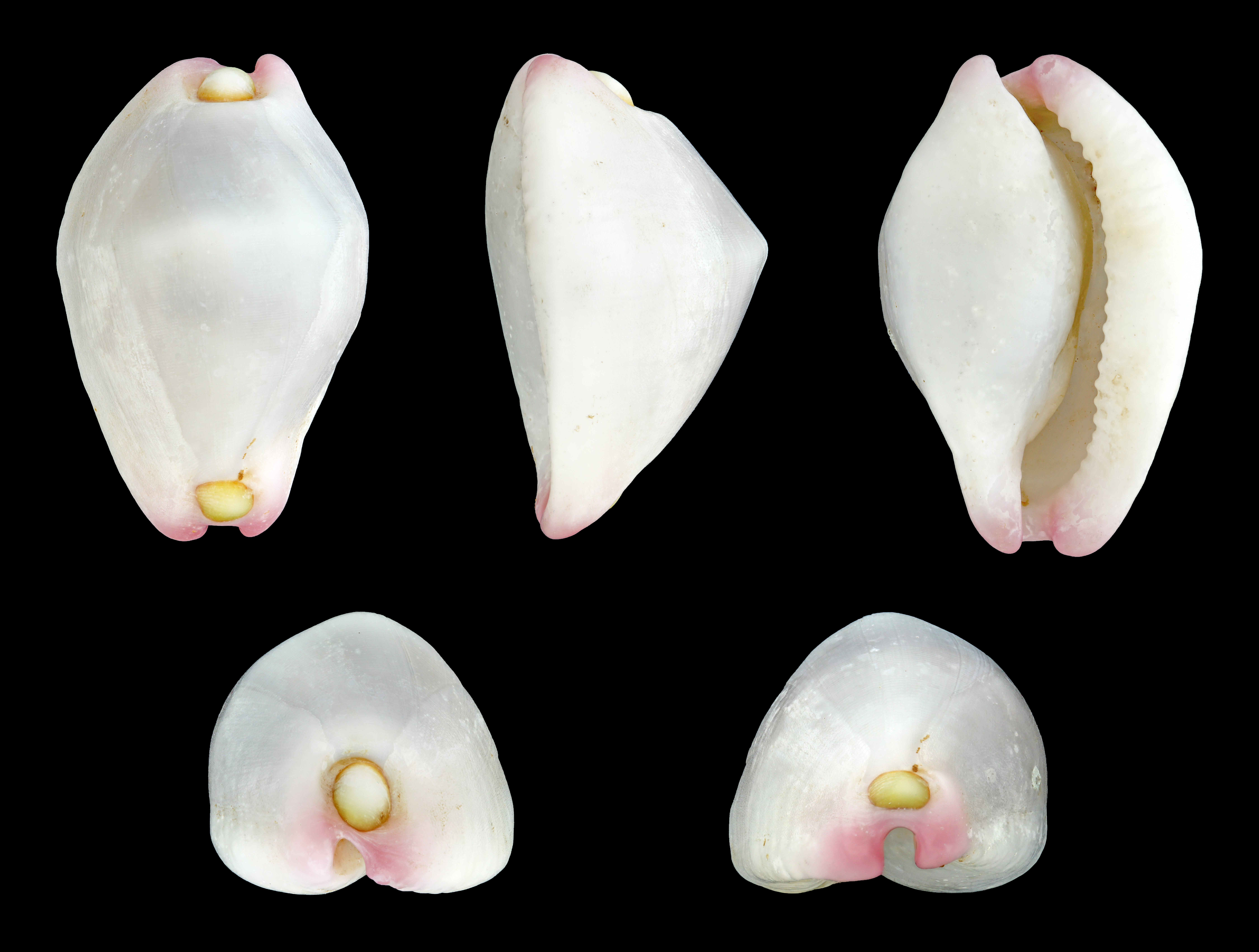

## Hình ảnh

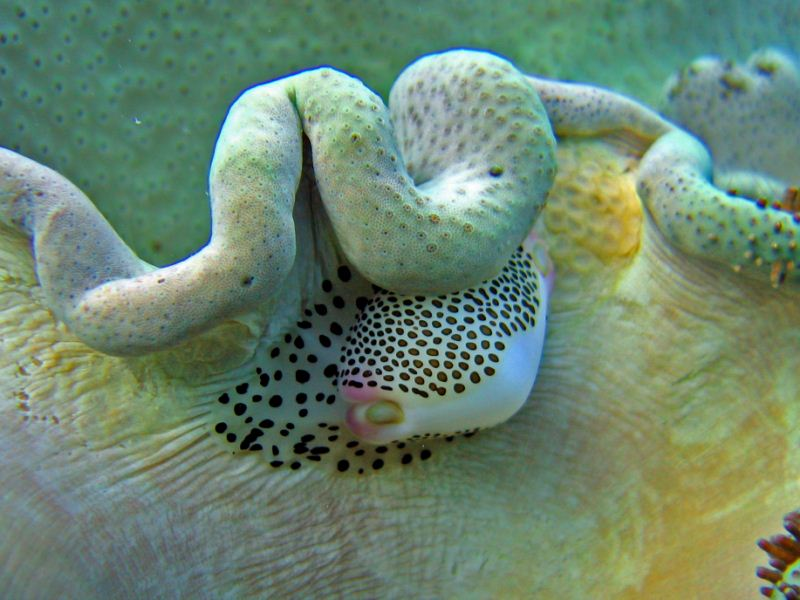
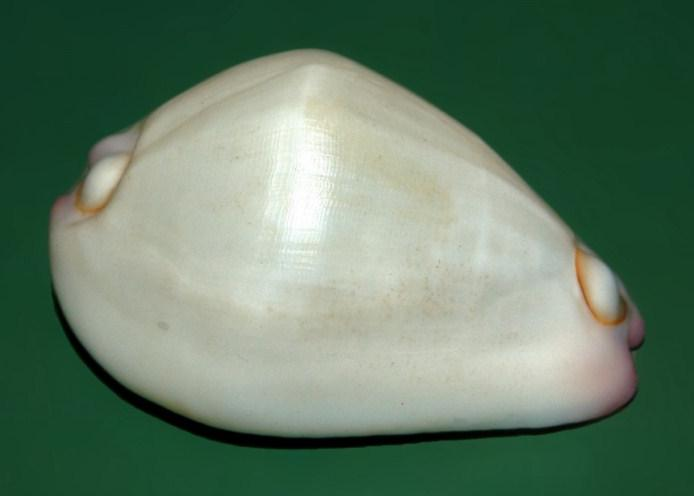
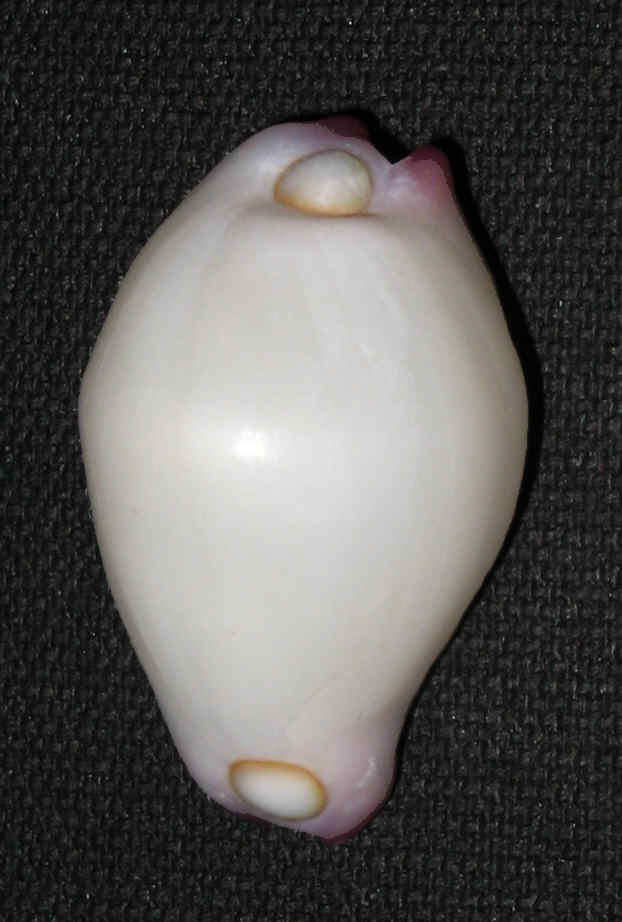